# 岡田広 (軍恩連)
岡田 広（岡田 廣、おかだ ひろし、1910年（明治43年）4月6日 - 2005年（平成17年）7月10日）は、日本の政治家。参議院議員（3期、自由民主党）。軍恩連盟全国連合会理事長。

## 経歴
現在の栃木県矢板市出身。1936年（昭和11年）東京帝国大学文学部教育学科を卒後、石黒奨学資金研究員。翌年陸軍に召集され、宇都宮輜重兵第14連隊に入営し、1938年（昭和13年）より日中戦争に出征。1940年（昭和15年）、招集解除となり、石黒忠篤農林大臣秘書官。
1941年（昭和16年）に再招集され、同年7月より関特演により宇都宮にて新規編成された独立自動車第38大隊の第4中隊長に任ぜられる。8月の編成完結をもって満州牡丹江、台湾基隆を経て太平洋戦争後は南方戦線に投入され、フィリピン攻略戦に参加、翌年ニューブリテン島ラバウルに派遣され、1943年（昭和18年）8月19日、中隊将兵180名とともにニューアイルランド島ラトブに分遣。1944年（昭和19年）7月25日、同地で新規編成された独立混成第40旅団（長：伊東武夫中将）に編入され、同輜重隊長。しかし同年3月以降、補給は完全に途絶しており、自給自足の中で終戦を迎えた。
1946年（昭和21年）に復員の後、芝浦工業大学講師・同短大教授を務めた。この間、1960年（昭和35年）第29回衆議院議員総選挙と1967年（昭和42年）第31回総選挙に栃木2区から出馬するも（1回目は自民党公認で、2回目は無所属）何れも落選している。
軍恩連盟全国連合会理事長を経て、1974年の参院選に全国区から自民党公認で立候補して当選し、3期務めた。1980年（昭和55年）秋の叙勲で勲三等旭日中綬章受章（勲五等からの昇叙）。
1992年（平成4年）春の叙勲で勲二等旭日重光章受章。同年、引退した。
2005年（平成17年）7月10日、急性心不全のため神奈川県横浜市青葉区の病院で死去、95歳。死没日をもって正七位から正四位に叙される。